# فرخنده کلاه‌سفید
فرخنده کلاه‌سفید یا فرخنده کلاهک‌سفید (نام علمی: Sericossypha albocristata) یک پرنده آمریکای جنوبی از خانواده فرخندگان (Thraupidae) و تنها عضو از سردهٔ Sericossypha است. این گونه سنگین‌ترین و نه طولانی‌ترین گونه فرخنده با وزن ۱۱۴ گرم (۴ اونس) و طول ۲۴ سانتی‌متر (۹٫۵ اینچ) است. این گونه به‌طور کلی سیاه براق با تاج سفید بزرگ و گلوی قرمز (که در نرهای بالغ روشن‌تر) است. در کلمبیا، ونزوئلا، اکوادور و پرو در ارتفاعات 1600 – ۳۲۰۰ متر یافت می‌شود. در جنگل‌های نمناک آند در گروه‌های تا ۲۰ نفر زندگی می‌کند. گله‌های این فرخنده در حالت فشرده باقی می‌مانند و اغلب از درختی به درخت دیگر را با هم جستجو می‌کنند. آنها ممکن است میوه‌ها، دانه‌ها، پرده‌بالان و قاب‌بالان بخورند.